# Jean-Baptiste Céran-Jérusalémy
Jean-Baptiste Céran-Jérusalémy, né le 4 février 1921 à Papeete (Tahiti) et décédé le 16 mai 2014 dans la même ville, est un syndicaliste et homme politique tahitien.

## Biographie
Après des études primaires à l'école des frères de Papeete, Jean-Baptiste Céran-Jérusalémy devient ouvrier imprimeur à l'imprimerie du gouvernement. En 1947, il participe aux manifestations de l'« affaire du Ville d'Amiens » (du nom du bateau, le Ville d'Amiens) co-organisées par Pouvanaa Oopa visant à empêcher le débarquement de trois fonctionnaires métropolitains venus prendre leurs postes à Tahiti. Arrêté et jugé avec une trentaine d'autres personnes dont Pouvanaa lui-même, Jean-Baptiste Céran-Jérusalémy est, comme le reste du groupe, finalement acquitté.
Il poursuit sa carrière politique en étant élu à l'assemblée territoriale en 1953 sur une liste du RDPT dont il est le cofondateur avec Pouvanaa, et le reste jusqu'en 1966. Céran-Jérusalémy est par ailleurs président de l'assemblée territoriale à deux reprises, de mars à octobre 1953 (devenant à 32 ans le plus jeune président de l'assemblée jamais élu) puis d'avril à mai 1958. À l'origine partisan de Pouvanaa, Jean-Baptiste Céran-Jérusalémy provoque une scission du RDPT en 1958 (au moment du référendum sur la constitution de la Ve République) donnant lieu à la création de deux courants, indépendantiste (mené par Pouvanaa) et autonomiste (mené par Céran).
Jean-Baptiste Céran-Jérusalémy s'éteint à Papeete le 16 mai 2014, dans sa 94e année, donnant lieu à des hommages unanimes en Polynésie. Il est inhumé au cimetière de l'Uranie.